# Estádio José Mammoud Abbas
O Estádio José Mammoud Abbas, conhecido também por Mamudão, é um estádio de futebol do município brasileiro de Governador Valadares, no interior do estado de Minas Gerais. Representa o mando de campo do Esporte Clube Democrata, principal time profissional de futebol da cidade, e possui capacidade para 8 675 pessoas.
Inaugurado em 1964, teve como primeiro jogo Democrata-GV 0 x 2 Botafogo-RJ, em um torneio realizado entre o E.C. Democrata e clubes do Rio de Janeiro.